# 樺南県
樺南県（かなん-けん）は中華人民共和国黒竜江省ジャムス市に位置する県。県名は樺川県の南にあることに由来する。県人民政府の所在地は樺南鎮。

## 地理
緯度経度を日本付近で具体的に言うと 経度は 福岡市、 緯度は 樺太の 海馬島 に匹敵する。

## 歴史
国共内戦中の1946年（民国35年）、中国共産党の解放区として樺川県より分割設置された。1956年に廃止とされ樺川県に統合されたが1964年に再設置され現在に至る。

## 行政区画
7鎮、5郷を管轄：
- 鎮：樺南鎮、駝腰子鎮、石頭河子鎮、土竜山鎮、孟家崗鎮、閻家鎮、柳毛河鎮
- 郷：金沙郷、梨樹郷、明義郷、大八浪郷、五道崗郷

## 交通

### 鉄道
- 中国国家鉄路集団
  - 中国鉄路ハルビン局集団公司
    - 牡佳旅客専用線（中国語版） 樺南東駅
    - 図佳線（牡丹江方面）- 閻家駅（中国語版） - 樺南駅（中国語版） - 八虎力駅（中国語版） - 孟家崗駅（中国語版） -（ジャムス方面）

### 道路
- 高速道路
  - 鶴大高速道路
- 国道
  -  G201国道

## 健康・医療・衛生
- 樺南県人民医院

## 出身者
- 陳俊生